# Kostenpflichtig zum Tode verurteilt
Kostenpflichtig zum Tode verurteilt ist ein deutsches Dokumentar-Fernsehspiel aus dem Jahre 1965 von Georg Tressler mit Ernst Stankovski in der Hauptrolle des polnischen Spions Georg von Sosnowski.

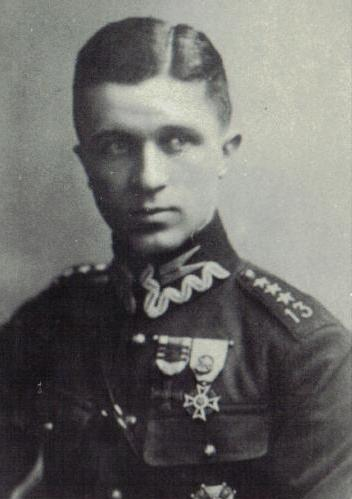
Der historische polnische Spion Jerzy alias Georg von Sosnowski

## Handlung
Der Vertrag von Rapallo (1922) sollte die durch den Ersten Weltkrieg schwer in Mitleidenschaft gezogenen deutsch-russischen Beziehungen neu ordnen und auf ein neues Fundament stellen. Eine engere Zusammenarbeit zwischen der beiden Weltkriegs-Verlierern Russland und Deutschland ruft zwangsläufig große Befürchtungen in Polen hervor, demjenigen Land, das genau zwischen den beiden Rapallo-Vertragspartnern liegt. Wieder fürchtet man, dass das kleine Land, das erst vor ein paar Jahren seine Eigenständigkeit wiedererlangt hatte, zwischen den beiden einstigen Großmächten zerrieben werden könnte. Dies ist die politische Ausgangslage der Geschichte.
In Warschau stehen die Alarmzeichen auf „Rot“. Um herauszufinden, ob und wie sich die deutsche Politik gegenüber Polen fortan ändern wird, entsendet der polnische Generalstab im März 1926 Rittmeister Georg von Sosnowski nach Berlin. Hier soll er ein Spionagenetz aufbauen. Mit viel Geschick, Geduld und beträchtlichen finanziellen Investitionen gelingt es Sosnowski in der Rolle eines reichen, charmanten Lebemanns das Vertrauen einiger einflussreicher adliger Damen – Benita von Falkenhayn, Renate von Natzmer und Ina von Gera – zu erlangen. Ihnen allen ist zu eigen, dass sie in Vertrauensstellungen im Reichswehrministerium tätig sind bzw. gute Kontakte dorthin besitzen. Dem Frauenbetörer gelingt es auf diese Weise, in den Besitz wichtiger Geheimdokumente über Ausrüstung, Ausbildung und eventuelle Aufmarschpläne des deutschen Heeres zu gelangen. 
Im Jahre 1934 – Adolf Hitler ist im Vorjahr an die Macht gekommen – wird Sosnowskis Spionagetätigkeit offenkundig. Ausgerechnet eine Frau, eine gewisse Vera Nianda, aus der der Rittmeister Sosnowski eine Spitzenspionin in polnischen Diensten machen wollte, wird ihm zum Verhängnis: Jene Dame verrät ihn aus Eifersucht und Verzweiflung über ein gebrochenes Eheversprechen an die deutsche Abwehr. Das besiegelt auch das Schicksal der anderen Frauen. Benita von Falkenhayn und Renate von Natzmer werden zum Tode verurteilt und im Februar 1935 in Berlin-Plötzensee enthauptet. Ina von Gera kommt mit einer lebenslangen Freiheitsstrafe davon, ebenso Sosnowski, dem man als polnischen Staatsbürger keinen Landesverrat zum Nachteil Deutschlands anlasten kann. Im Zuge eines Gefangenenaustausches wird er 1936 nach Polen ausgewiesen.

## Produktionsnotizen
Kostenpflichtig zum Tode verurteilt wurde 1965 im Auftrag des ZDF hergestellt und dort am 1. April 1966 um 20 Uhr erstmals ausgestrahlt.
Josef A. Vesely übernahm die Produktionsleitung. Hans Zehetner entwarf das Szenenbild, Siegbert Kammerer schuf die Kostüme.

## Wissenswertes
- Die Geschichte wurde 1954 in der Bundesrepublik bereits unter dem Titel Rittmeister Wronski mit Willy Birgel verfilmt.
- Kostenpflichtig zum Tode verurteilt beruht auf dem historischen Spionagefall um Jerzy Sosnowski aus dem Jahr 1934, der von Michael Graf Soltikow 1954 literarisch frei unter dem Titel Rittmeister Sosnowski verarbeitet wurde. Sowohl Rittmeister Wronski als auch Kostenpflichtig zum Tode verurteilt stützen sich auf die Vorlage Soltikows.

## Kritiken
„T(ressler). ist an dem Versuch beteiligt, mit Dokumentarspielen faktenorientierten Fiktionen, ein neues fernsehtypisches Genre zu entwickeln. Die Aufgabe, historische Fälle nah an der Wirklichkeit szenisch nachzuerzählen, ermöglicht über mehrere Produktionen hin intensive Beschäftigung mit der jüngeren deutschen Geschichte, insbesondere mit Nazizeit und Widerstand. Etwa … mit einer Spionage-Tragödie aus den Anfängen der Hitler-Diktatur: Kostenpflichtig zum Tode verurteilt.“

„… doch wurde die wirtschaftliche und politische Extremsituation der berühmten ‚goldenen zwanziger Jahre‘ mit Sorgfalt nachgezeichnet. Regisseur Georg Tressler trieb das Spiel mit Hilfe seines guten Kameramannes Sepp Riff und des Szenenbildners Hans Zehetner in die Hochspannung eines modernen Psycho-Thrillers. An der Spitze des sehr genau profilierten Ensembles agierten völlig glaubhaft Ernst Stankovski als eleganter polnischer Offiziers-Spion und die Damen Doris Schade (Fräulein v. Falkenhayn) und Ingrid Capelle (Fräulein v. Natzmer).“